# 坂本辰朗
坂本 辰朗（さかもと たつろう、1952年 - ）は、日本の教育学者、創価大学教授。
1974年慶應義塾大学文学部社会・心理・教育学専攻（現・人間関係学系教育学専攻）、79年同大学院博士課程満期退学。ハーバード大学訪問研究員、マサチューセッツ大学客員准教授、創価大学教育学部教授。1998年「アメリカ大学史とジェンダー 19世紀後半のマサチューセッツ州における高等教育の事例を中心とした歴史的研究」で慶大教育学博士。専攻は大学史・比較教育学。

## 著書
- 『アメリカの女性大学:危機の構造』東信堂 1999
- 『アメリカ教育史の中の女性たち ジェンダー、高等教育、フェミニズム』東信堂 2002
- 『アメリカ大学史とジェンダー』東信堂 2002

共編
- 『新教育事典』遠藤克弥監修  鈴木孝光,田部井潤,佐藤尚子,田中治彦共編 勉誠出版 2002

### 翻訳
- ジェイン・ローランド・マーティン『女性にとって教育とはなんであったか 教育思想家たちの会話』坂上道子共訳 東洋館出版社 1987
- H.R.ケルズ『大学評価の理論と実際 自己点検・評価ハンドブック』喜多村和之,舘昭共訳 東信堂 1998
- エイブラハム・フレックスナー『大学論 アメリカ・イギリス・ドイツ』羽田積男,渡辺かよ子,犬塚紀子共訳 玉川大学出版部 高等教育シリーズ 2005
- ドナルド・ケネディ『大学の責務』立川明,井上比呂子共訳 東信堂 2008

## 論文
- cinii

## 注
1. ↑  J-GLOBAL